# Northeast Jackson (Dakota del Sur)
Northeast Jackson es un territorio no organizado ubicado en el condado de Jackson en el estado estadounidense de Dakota del Sur. En el Censo de 2010 tenía una población de 206 habitantes y una densidad poblacional de 0,2 personas por km².

## Geografía
Northeast Jackson se encuentra ubicado en las coordenadas 43°53′52″N 101°22′3″O / 43.89778, -101.36750. Según la Oficina del Censo de los Estados Unidos, Northeast Jackson tiene una superficie total de 1023.99 km², de la cual 1016.01 km² corresponden a tierra firme y (0.78%) 7.98 km² es agua.

## Demografía
Según el censo de 2010, había 206 personas residiendo en Northeast Jackson. La densidad de población era de 0,2 hab./km². De los 206 habitantes, Northeast Jackson estaba compuesto por el 87.86% blancos, el 0% eran afroamericanos, el 9.22% eran amerindios, el 0.49% eran asiáticos, el 0% eran isleños del Pacífico, el 0% eran de otras razas y el 2.43% pertenecían a dos o más razas. Del total de la población el 0% eran hispanos o latinos de cualquier raza.